# Мур (Тексас)
Мур (енгл. Moore) насељено је место без административног статуса у америчкој савезној држави Тексас.

## Демографија
По попису из 2010. године број становника је 475, што је 169 (-26,2%) становника мање него 2000. године.
| Група             | 2000.       | 2010.       |
| Белци             | 336 (52,2%) | 175 (36,8%) |
| Афроамериканци    | 3 (0,5%)    | 1 (0,2%)    |
| Азијати           | 0 (0,0%)    | 0 (0,0%)    |
| Хиспаноамериканци | 298 (46,3%) | 291 (61,3%) |
| Укупно            | 644         | 475         |